# Army One

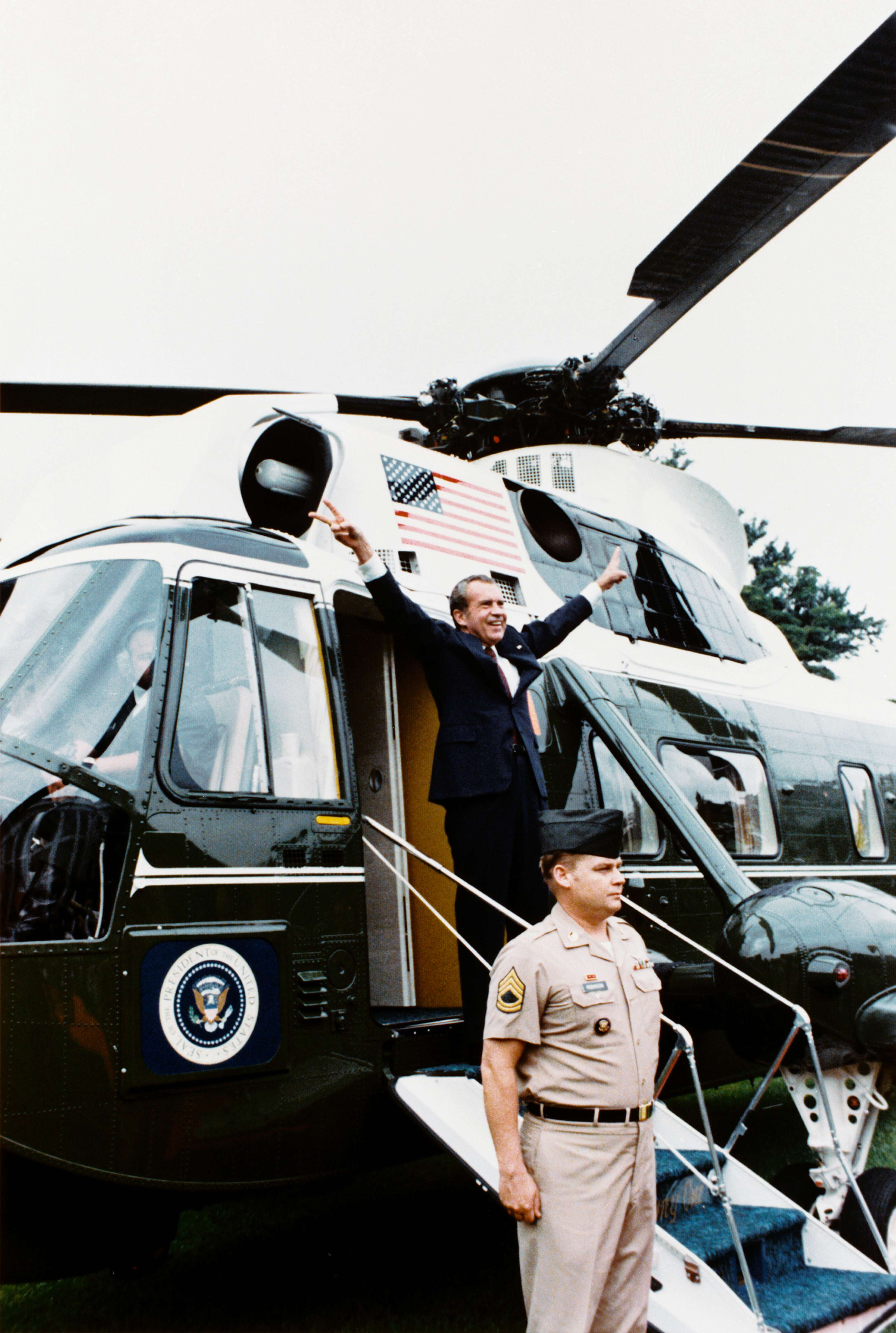
Le président Nixon avant de monter à bord dArmy One alors qu'il quitte la Maison-Blanche après sa démission.

Army One est l'indicatif d'appel de tout aéronef de l'US Army qui transporte le président des États-Unis. 

## Histoire
De 1957 jusqu'à 1976, cet indicatif était fréquemment utilisé. En effet, jusqu'à 1976, la responsabilité du transport en hélicoptère du président mais aussi celle du vice-président, des membres du cabinet présidentiel et des personnalités étrangères était partagée entre l'Armée et le Corps des Marines jusqu'à ce que seuls les Marines en aient la responsabilité. Sa livrée ne le différenciait pas de Marine One, l'hélicoptère opéré par les Marines, avec une couleur vert foncé et blanc et de chaque côté le drapeau américain et le sceau présidentiel.
La plus célèbre photographie d'Army One a été prise le 9 août 1974, quand le président Richard Nixon fit le fameux V de la victoire avant de quitter la Maison Blanche à bord de l'hélicoptère juste après avoir démissionné de son poste à la suite de l'affaire du Watergate (l'hélicoptère avait encore l'indicatif Army One lorsqu'il fit le trajet vers la base aérienne d'Andrews et l'avion présidentiel qu'il prit depuis cette base pour le ramener chez lui en Californie avait l'indicatif Air Force One. Il changera d'indicatif en vol juste après que Gerald Ford aura prêté serment comme nouveau président). 
Quel que soit le vol d'Army One, un soldat en grand uniforme se tient à sa rencontre pour saluer le Président.
Un aéronef de l'US Army transportant le vice-président est désigné par Army Two.

## Sources
- (en) Cet article est partiellement ou en totalité issu de l’article de Wikipédia en anglais intitulé « Aircraft of the President of the United States » (voir la liste des auteurs).